# مری آن فاکس
مِری اَن پِین فاکس (انگلیسی: Marye Anne Fox; ۹ دسامبر ۱۹۴۷ – ۹ مهٔ ۲۰۲۱) شیمیدان آلی فیزیکی و مدیر دانشگاهی آمریکایی بود. او اولین مدیر زن دانشگاه ایالتی کارولینای شمالی در رالی، کارولینای شمالی محسوب می‌شد. در آوریل ۲۰۰۴، فاکس به عنوان رئیس دانشگاه کالیفرنیا، سن دیگو منصوب شد. در سال ۲۰۱۰، فاکس نشان ملی علوم را دریافت کرد.
فاکس در کانتون، اوهایو متولد شد و لیسانس شیمی خود را از کالج نوتردام و دکترای خود را از کالج دارتموث دریافت کرد. او از سال ۱۹۷۴ تا ۱۹۷۶ در دانشگاه مریلند به عنوان پژوهشگر پسادکتری مشغول بود. در سال ۱۹۷۶ به هیئت علمی دانشگاه تگزاس در آستین پیوست و در سال ۱۹۹۴ به معاونت تحقیقات این دانشگاه منصوب شد.

## زندگی‌نامه
فاکس که عضو آکادمی ملی علوم بود، به عنوان رئیس انجمن تحقیقات علمی سیگما زای خدمت کرد. او لیسانس شیمی خود را در سال ۱۹۶۹ از کالج نوتردام و دکترای خود را در سال ۱۹۷۴ از کالج دارتموث دریافت کرد. در سال ۱۹۷۶ به هیئت علمی دانشگاه تگزاس در آستین پیوست، جایی که به ریاست مرکز تحقیقات سینتیک سریع رسید و در سال ۱۹۹۴ به عنوان معاون تحقیقات دانشگاه منصوب شد. حتی به عنوان یک مدیر دانشگاهی، او برنامه تحقیقاتی فعالی در زمینه‌های فوتوشیمی آلی و الکتروشیمی حفظ کرد. در سال ۱۹۸۵، فاکس اولین زنی بود که سخنرانی عمومی در سمپوزیم ملی آلی ارائه داد.
او در اوت ۱۹۹۸ به عنوان دوازدهمین رئیس دانشگاه ایالتی کارولینای شمالی در رالی، کارولینای شمالی منصوب شد و جایگزین دکتر لری کی. مونتیث شد. او اولین مدیر اجرایی زن این دانشگاه بود که تا ژوئیه ۲۰۰۴ در این سمت خدمت کرد. در دوران ریاست او، سیستم دانشگاه کارولینای شمالی و هیئت مدیره آن کمپینی موفق برای همه‌پرسی اوراق قرضه مالیات‌محور انجام دادند که منجر به دوره‌ای قابل توجه از رشد تأسیسات فیزیکی پردیس دانشگاه، به ویژه پردیس سِنْتِنْیال شد. دوران ریاست او با جنجال‌هایی دربارهٔ افزایش بیش از حد حقوق اعضای مدیریتش و اخراج دو معاون سرشناس پرووست همراه بود که منجر به استعفای پرووست و توبیخ رسمی توسط سنای دانشکده ایالتی کارولینای شمالی شد.
در ژوئن ۲۰۰۳، فاکس نقشی در گسترش کنفرانس ساحل آتلانتیک ایفا کرد. در حالی که در سوئیس در یک کنفرانس حضور داشت، او در دور اول گسترش کنفرانس ساحل آتلانتیک رأی غیرمنتظره و تعیین‌کننده «نه» به بوستون کالج داد. رأی غیرمنتظره او در لحظات آخر منجر به ماه‌ها آشفتگی در ورزش دانشگاهی شد. دونا شلالا، رئیس دانشگاه میامی، پذیرش دعوت دانشگاهش از کنفرانس ساحل آتلانتیک را تا آخرین روز ممکن به تعویق انداخت و توضیح داد: «ما در مورد بوستون کالج-ویرجینیا تک ارزیابی داشتیم. ما در مورد میامی به تنهایی ارزیابی داشتیم. اما پیش‌بینی نکرده بودیم که ویرجینیا تک و میامی تنها دو دعوت‌شده باشند.» این تأخیر باعث شد کنفرانس ساحل آتلانتیک سال تحصیلی ۲۰۰۵–۲۰۰۴ را به عنوان یک کنفرانس ۱۱ تیمی سپری کند، یک تیم کمتر از تعداد مورد نیاز ان‌سی‌ای‌ای برای برگزاری یک بازی قهرمانی پرسود فوتبال، و منجر به بازی بوستون کالج به عنوان یک سال «اردک لنگ» در بیگ ایست شد. گزارش‌های رسانه‌ای نشان می‌داد که رئیس فاکس، که عضو هیئت امنای دانشگاه نوتردام بود، ممکن است رأی خود را علیه بوستون کالج به منظور فرصت دادن به کنفرانس ساحل آتلانتیک برای در نظر گرفتن عضویت فایتینگ ایریش داده باشد.
در سال ۲۰۰۴، فاکس سمت ریاست دانشگاه کالیفرنیا، سن دیگو را پذیرفت. در همان سال، و علیرغم رأی توبیخ هیئت علمی، هیئت امنا دانشگاه ایالتی کارولینای شمالی ساختمانی را به نام او نامگذاری کرد: آزمایشگاه آموزشی علوم مِری اَن فاکس. در ۵ ژوئیه ۲۰۱۱، او قصد خود را برای استعفا از سمت ریاست، از ژوئن ۲۰۱۲، و بازگشت به تحقیقات و تدریس اعلام کرد.
فاکس به عنوان مشاور علمی جورج دبلیو بوش در دوران فرمانداری او در تگزاس خدمت کرد. او همچنین در شورای مشاوران علم و فناوری رئیس‌جمهور بوش خدمت کرد و در فهرست کوتاه نامزدهای ریاست دفتر سیاست علم و فناوری کاخ سفید در دولت ریاست‌جمهوری جرج دابلیو. بوش قرار داشت.
وی همچنین برندهٔ جوایزی همچون نشان ملی علوم شده است.